# Svenska serier 1980–2000
Svenska serier 1980–2000 var en tid kännetecknad av en långsamt minskande seriemarknad, fler serier för vuxna läsare och en allt större acceptans för seriemediet. Under 1980-talet lanserades ett stort antal vuxenserietidningar, som dock oftast blev kortlivade. Förlaget Epix kom dock åren 1984–1992 att sätta sin prägel på utgivningen. Samtidigt arrangerades de första seriefestivalerna, där bokmässan i Göteborg hade ett tätt samarbete med Svenska Serieakademin. I början av 1990-talet arrangerade Seriefrämjandet (som några år tidigare börjat dela ut sina Urhundenplaketter) ett antal årliga seriemässor i Stockholm.
1980-talets vuxenserieboom hämtade inspiration både från Frankrike/Italien och en ny sorts superhjälteserier från USA. Under 1990-talet sinade den svenska utgivningen av seriealbum, åtminstone på de större förlagen. Samtidigt började de första tecknen på en annalkande manga-våg synas vid horisonten.

## Evenemang och institutioner

### Festivaler och mässor
1985 bidrog Svenska Serieakademin till att Sveriges första seriefestival, Comics '85, kunde gå av stapeln i Helsingborg. Följande år flyttade arrangemanget till Göteborg och blev en del av Bokmässan. 1987 delade systerföreningen Seriefrämjandet ut de första Unghunden-plaketterna till föregående års bästa inhemska respektive översatta seriealbum, och från och med 1994 delas även specialpriset Unghunden ut, till någon eller några som gjort insatser för barn- och ungdomsserier i Sverige. Som en del i arbetet med Urhundenpriset upprättas årliga listor över föregående års svenska albumutgivning.
1990 arrangerades seriefestival i Kalmar (ett kommunalt arrangemang) och seriemässa i Sollentuna. Det senare evenemanget fick en fortsättning i de årliga Serie-Expo i Älvsjö, vilka arrangerades fram till mitten av 1990-talet. I alla evenemangen var Seriefrämjandet inblandat som medarrangör eller rådgivare.

### Utbildningar
I slutet av 1900-talet började utbildning i serietecknande etableras på sina håll. I början av 1990-talet fanns en utbildning – Serietecknarskolan – på Bollnäs folkhögskola; elevproduktioner syntes i den återkommande publikationen Serietidning (nummer 3 kom i december 1993).
1992 startades Serietecknarskolan i Hofors, en utbildning på högskolenivå som så småningom integrerades med Högskolan i Gävle. Bland serieskapare som utbildats i Hofors kan nämnas Henrik Lange, Li Österberg och Sara Olausson.
1993 startades i Stockholm Serieskolan, driven i privat regi av seriepedagogen Esbjörn Jorsäter. 1999 etablerades Serieskolan i Malmö, i Kvarnby folkhögskolas regi.

## Det tidiga åttiotalets serieboom
Under åren 1979–1982 uppkom en handfull nya aktörer som tillsammans kom att leda till en kreativ nytändning av det svenska serieskapandet: det lilla ideella förlaget Fria Serier, förläggaren Horst Schröders serieförlag Medusa och Epix, serietidningen Galago och Tago förlag, Aftonbladets och Bokförlaget Prismas feministiska humorantologier Fnitter samt serietidningen Svenska Serier, mainstreamförlaget Semics försök att hitta nya, svenska, serieskapare.
De nya serierna kom till stor del – men inte enbart – att rikta sig till en modern vuxenpublik. Gränserna mellan de fem nya aktörerna var flytande, och många av 1980-talets nya serieskapare var verksamma inom flera av dessa förlag. Utöver att resultera i ett flertal nya serier kom de nya förmågorna också att få stor betydelse för etablerade svenska serietidningar som 91:an, Fantomen, Bamse, och Svenska Mad.

### Fria Serier
1977 gav Bokförlaget Röda Rummet ut sin hittills (2013) enda serievolym: Ulf Frödins seriealbum Älgen är lös. Det här var en serie som sedermera har kommit att förstås som den första svenska vuxenserien. Albumet var Frödins första professionella serie, efter att, i likhet med flera av de serieskapare som skulle komma att etableras under 1980-talet, ha tecknat seriefanzin under många år.
Två år senare, 1979, grundades den ideella föreningen Fria Serier, i syfte att producera och publicera "alternativa serier" med samma målgrupp som Älgen är lös. Frödin, blev en av centralgestalterna, tillsammans med sina båda tidigare samarbetspartners Johan Höjer och Leif Almqvist, samt Magnus Knutsson och Ola Ambjörnsson.
Bland de kreatörer som etablerades i Fria Seriers utbud märktes Hans Åke Gabrielsson, Lars Hillersberg, Per-Inge Isheden, Ulf Jansson, Peter Wanger och Jan-Åke Winqvist. Förlagets huvudpublikation blev den albumutformade serietidningen Mammut, vars första nummer utkom i 1980. Publikationen hann utkomma med sex nummer innan nedläggningen 1983 - då hade man även hunnit ge ut fem album under titeln Mammut Special: Hillersbergs och Wangers Storfamiljen (1979), Ishedens Spindlarnas rike (1979), Höjers Snövita stålar (1979), Almqvists Stenstaden (1979) och Knutssons och Janssons Snells Express (1980).
1985 gjorde Fria Serier en sista satsning, serietidningen Elitserien, vars första nummer bland annat innehöll den produktiva seriefanzinskaparen Åke Forsmarks första professionellt utgivna serie. Tidningen lades dock ner innan ett andra nummer hann publiceras.
Flera av de som publicerats av Fria Serier avslutade sin serieproduktion när förlaget gick i graven. Bland de som fortsatte märks Lars Hillersberg som förekommit i Galago, men huvudsakligen var aktiv som konstnär och med serier och serielika verk på det egna förlaget Utslag. Jan-Åke Winqvist skrev och tecknade den fem volymer långa albumsviten Det nya folket, utgiven av Carlsen Comics på 1990-talet. Ola Ambjörnsson kom framför allt att skapa äventyrliga barnserier, vilka många publicerades i Kamratposten och samlades i album från Carlsen Comics. Johan Höjer har framför allt rönt framgång med humorserien Svenne Gurka.
Mest framgångsrika blev dock radarparet Magnus Knutsson och Ulf Jansson som gett upphov till flera serier, varav framförallt de komiska äventyrsserierna Ratte och Martin Udd, men också humorserien Sveryda, utmärker sig. De hade så smått inlett både sina karriärer och samarbetet redan under sjuttiotalet, med serier som Vår lilla stad i 91:an och Klara Kvist i Vi.

### Svenska Serier

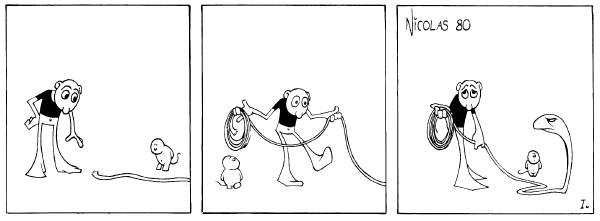
Nicolas Križans strippserie Lillen debuterade 1980 i Svenska Serier, en ny tidning inriktad på nya svenska serieskapare.

Serieförlaget Semic, vars rötter går tillbaka till seriepionjären Åhlén och Åkerlund, hade under 1970-talet kommit att bli den största utgivaren av svenskspråkiga serietidningar. 1979 sjösatte man den nya antologitidningen Svenska Serier i syfte att finna nya, oprövade, serieskapare.
Tidningen kom att publiceras med 22 nummer och ett album, innan titeln gick i graven 1983. Då hade ett flertal serieskapare som skulle få stor betydelse för den vidare serieutvecklingen kunnat påbörja sina karriärer: Patrik Norrman, Krister Petersson och Alf Woxnerud inom humorgenren, och Hans Lindahl, Mats Jönsson, Lennart Moberg och Stefan Nagy inom äventyrsgenren. Därutöver kom två av Svenska Serier refuserade serieskapare, Jonas Darnell och Claes Reimerthi också att spela centrala roller.
Norrman och Darnell kom tidigt att inleda samarbete, huvudsakligen med agentsatiren James Hund (skapad 1987) och dess många avläggare. Norrman nådde dessutom framgång med Bacon & Egg (skapad 1985), medan Darnells skapelse Herman Hedning (skapad 1988) kom att bli en av de sena 1900-talets mest spridda nya humorserier. Krister Petersson kom å sin sida att åtnjuta stor framgång med serierna Uti vår hage (skapad 1981) och Vi å pappa (skapad 1993). 
Alf Woxnerud kom att bli en etablerad skapare av crazy-humor, med serier som Historiska historier (1979), Roine Blom (1994), Stig & Grieg (1997), och Ferguson (2004).
Hans Lindahl, Mats Jönsson, Lennart Moberg och Claes Reimerthi skulle framför allt på olika sätt bli aktiva inom den svenska Fantomen-produktionen, "Team Fantomen" (se nedan). Bland deras övriga produktion, som huvudsakligen publicerats som biserier i Fantomen, Seriemagasinet och Agent X9, märks bland annat Lindahls och Reimerthis Murphys lag (skapad 1990), Lindahls egna Axel B. Storm (skapad 1981) och Chuck Riley (skapad 1989), Mobergs Harry Stark (skapad 1992), och Jönssons sejour som huvudförfattare på serien Tybalt (1998-2002). Under 1990-talet skrev Reimerthi dessutom manus till den fyra album långa historiska serien Gustaf Vasa, tecknad av Per Gyllenör, som också han hade inlett sin seriekarriär i Svenska serier.
Svenska Serier återuppstod 1987, och fortlevde till 1996. Denna gång svarade professionella serieskapare för en större del av innehållet, men tidningen försökte även att lansera nya kreatörer, varav framför allt två kom att lyckas väl: Johan Wanloo och David Liljemark. Wanloo rönte framgång med parodiserier som Örn Blammo (skapad 1995), Angschölick (skapad 1998), och De äventyrslystna karlakarlarna (skapad 2002), och Liljemark med ett flertal album och serieromaner - däribland Inte ett rätt (1996) Susanna & Bo (1999), Ritman Katz & Mannen med Påskö-Ansiktet (2005) och Boltzius (2009).
Jämte Wanloo och Liljemark skulle också den genom Svenska Serier etablerade Mats Källblad komma att göra sig ett namn, såväl med seriealbum som med humorserierna Sture Stelben och Vimmelgrind. Ännu 2013 är Källblad den ende serieskapare som tilldelats samtliga tre stora svenska seriepris: Urhunden (1996 för albumet Garagedrömmar), Adamsonstatyetten (1998) och Unghunden (2002).

### Fnitter
1981-1983 publicerade Bokförlaget Prisma i samarbete med Aftonbladets kvinnoredaktion tre tjocka volymer, Fnitter, Mera Fnitter, och Ännu mera Fnitter, alla med underrubriken En rolig bok av kvinnor. 
Böckerna är antologier som samlar noveller, dikter, illustrationer, foton, skämtteckningar och tecknade serier, merparten med tydlig feministisk ton. Bland de serieskapare som här framträdde utmärkte sig framför allt Susanne Fredelius, Eva Lindström, Gunna Grähs, och Christina Alvner.
Fredelius har sedermera publicerats i såväl Kamratposten som Galago och tecknat två seriealbum - Ur en fattiglapps dagbok (1991) och Prat (2000). Lindström och Grähs utkom 1985 med seriealbumet Tandem. På egen hand har Lindström bland annat skapat seriealbumen Utflykt (1983) och Först är det vinter (1990), medan Grähs har skapat serier för flera olika tidningar, huvudsakligen satir - varav mycket samlades i albumet Det fräscha alternativet (2012) - och barnserier. I Alvners produktion utmärker sig framför allt seriealbumen Coco (1985) och Coco – en dålig dag (1991), samt humorserien Jycken som publicerades i Aftonbladet från 1990 till 2005. Lindström, Grähs och Alvner har utöver sina serier huvudsakligen varit verksamma som barnboksillustratörer.

### Medusa och Epix
Den tyskfödde litteraturvetaren Horst Schröder hade flyttat till Sverige under sjuttiotalet och blev 1980 redaktör för Bild & Bubbla. Påföljande år publicerades hans serievetenskapliga böcker De första serierna och Framtiden i serierutor och 1982 etablerade han serieförlaget Medusa, vilket 1984 följdes av systerförlaget Epix.
Båda Schröders förlag hade som avsikt att publicera europeiska och nordamerikanska serier – huvudsakligen vuxenserier – som inte de stora förlagen vågade eller ville publicera. Dock kom han snart att också satsa på inhemska serier, inledningsvis med antologialbumet Elektriska Zerier (1983), vilket följdes upp av flera fullängdsalbum. Utöver albumutgivningen gav Epix förlag fram till 1993 ut flera serietidningar, varav framför allt humortidningarna Elixir och Brök!, men också Pox och förlagets flaggskepp Epix innehöll svenska serier.

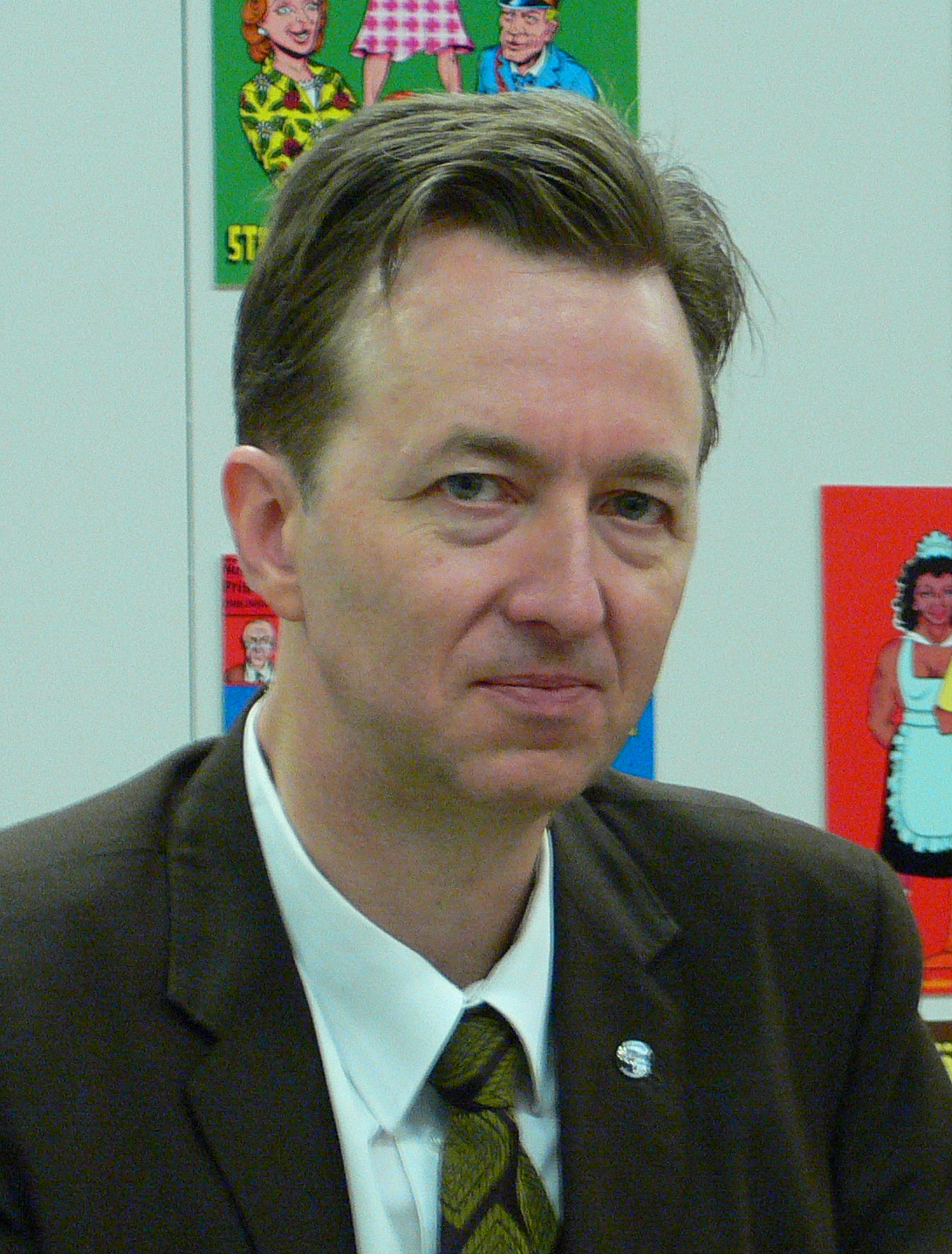
Joakim Lindengren var en av de nya svenska serieskaparna som etablerade sig under 1980-talet.

Bland de serieskapare som etablerades i och med Schröders förlag utmärker sig framför allt Gunnar Krantz och Joakim Lindengren, men också Mikael Grahn, Mikke Hedberg, Anders Westerberg, och bröderna Johan och Lars Andreasson.
Krantz kännetecken blev tidigt hans vardagsnära och självbiografiska serier, en genre för vilken han kom att bli stilbildande. I hans produktion märks bland annat albumen Alger (1986), Superangst (1993), Nazibeatles (1998), och Vänster vänster (2004). Lindengren har å andra sidan kommit att arbeta inom humorgenren, under åttio- och nittiotalet utkom han med album som Krystmarodören (1987), Brun utan tvål (1988), Kalla korvar (1990), och Var ligger Gulf? (1991). Därefter har han huvudsakligen arbetat med superhjälteparodin Kapten Stofil (skapad 1996, med egen tidning 1999-2011). 
Mikael Grahn har bland annat tecknat superhjälteserien Tändsticksgubben och Gummitjejen till manus av Horst Schröder, 1982-1985, barnserien Uno till manus av Magnus Knutsson 1986-1988, seriealbumet Historie-förbättraren i samarbete med Johan Höjer (2000), och den egna humorserien Silikon-Valle (skapad 1989). Sedan 2003 gör han den komiska äventyrsserien Illustrerad djävulskap.
1990 utkom Mikke Hedbergs surrealistiska humorserie The Ämersom litepalti Ståååry i ett album, och av Anders Westerberg har bland annat publicerats samlingsalbumet Drömpolisen (1991) och den prisbelönta serieromanen Hjärteblod (1997). Bröderna Andreasson gjorde under mitten av åttiotalet bland annat humorserierna Sverige är fantastiskt och Klass mot klass, och därefter superhjälteparodin Korsmannen tillsammans med Mikael Grahn. Därefter har de huvudsakligen varit verksamma som redaktörer.
1993 tvingades Schröder radikalt skära ner på sin utgivning, vilket bland annat resulterade i en drastisk minskning av egenproducerade serier. Epix är dock fortfarande (2013) en aktiv aktör inom utgivningen av översatta serier.

### Galago
Det första numret av serietidningen Galago gick i tryck 1980. Inspirerade av Robert Crumbs alternativa amerikanska serietidning Zap Comix ville Galagos grundare, förläggaren Rolf Classon, och illustratörerna Olle Berg och Kerold Klang skapa ett alternativ till de stora förlagens serieutbud, och i likhet med Fria Serier (som såväl Berg som Klang varit involverade i) hade man viss vänsterpolitisk prägel. Till skillnad från Fria Serier hade Galago dock en bredare, allmänkonstnärlig ambition - bland annat utbildade sig Olle Berg på Konstfack.
Under de första åren utgavs tidningen av en ideell förening, Föreningen Galago, men 1985 bildas formellt Tago förlag, vilket sedermera också kom att etablera en markant albumutgivning. Till skillnad från de övriga nya serieströmningarna som uppkom vid denna tid, har Galago fortsatt att vara central aktör i serie-Sverige. Utgivningstakt och format har varierat, men 2013 utkommer nummer 110. Efter förlagsuppköp ges tidningen sedan 1998 ut av Ordfront, på serieetiketten "Ordfront Galago".
Bland de tidigaste kreatörerna att slå igenom i Galago var humorserieskaparen Joakim Pirinen, vars första album, Välkommen till sandlådan, publicerades 1983. Därefter följde ett flertal album, bland andra Gas (1987), Split vision (1995), Den universella bristen på respekt (1999) och 
Döda paret och deras "vänner" (2008). Bland Pirinens mest etablerade seriefigurer märks Socker-Conny och Beppo.
Jämte Pirinen etablerade Galago och Tago flera av det sena 1900-talets mest uppmärksamma svenska serieskapare, huvudsakligen med humor för vuxna, varav framför allt kan nämnas: 
- Lena Ackebo, bland annat med seriealbum som James Börd möter Korpen från Kreml (1988), Alla kan tralla (1995), Här bor Brynebrinks (2006) och Fucking Sofo (2010),
- John Andersson, med ett flertal surrealistiska serier, samt seriealbum som Gene, Fred & Judy (1992), Bole Sole/Schneiderduschen (1994) och Atlas peruk (1994),
- Max Andersson, bland annat med serialbumen Pixy (1992), Vakuumneger (1994) och Döden (2003),
- Martina Bigert, med Barbara, skapad 1988,
- Charlie Christensen, med Arne Anka, skapad 1983,
- Monica Hellström, med Ärligt talat!, skapad 1992,
- Anna Höglund, med Syborg, skapad 1993,
- Gunnar Lundkvist, med Klas Katt, skapad 1979,
- Ulf Lundkvist, främst känd för Assar, skapad 1990, men också serieromaner som Medan kaffet kallnar från samma år,
- David Nessle, bland annat med albumen Döden steker en flamingo (1991) och John Holmes & Sherlock Watson (1994, i samarbete med Joakim Lindengren) och superhjälteparodin Den Maskerade Proggaren, skapad 2000,
- Agneta Persson, med Babsan, skapad 1989, samt
- Lars Sjunnesson, med Åke Jävel, skapad 1983, och Tjocke-Bo, skapad 1988.

## Stabsproduktion
Som att produktionstakten för flera av de mest etablerade svenska serierna ökade under 1900-talets sista decennier, samtidigt som att de etablerade kreatörerna med ålderns rätt började trappa ner, kom många av de populäraste serierna att tas över av hela staber av tecknare och författare, varav många tillhörde de som hade etablerats under första halvan av åttiotalet.

### Team Fantomen
Licensproduktionen av Fantomen, "Team Fantomen", hade påbörjats under 1960-talet, och fick sin form under redaktören och manusförfattaren Ulf Granbergs ledning på 1970-talet. Under åttiotalet kom den svenska produktionen i praktiken att ersätta skaparen Lee Falks serier som tidningens huvudnummer.
De tidigaste serierna tecknades av Bertil Wilhelmsson och Özcan Eralp, och under sjuttiotalet hade Granberg, Janne Lundström och Magnus Knutsson skrivit de flesta äventyr, medan Jaime Vallvé blivit den stilbildande tecknaren. Mot slutet av decenniet och ett par år in på åttiotalet hade framför allt utländska serieskapare anlitats (de brittiska manusförfattarna Donne Avenell och Norman Worker och så småningom norrmannen Eirik Ildahl och amerikansk-svenskan Dai Darell, samt tecknare som Heiner Bade (Tyskland), Georges Bess (Frankrike), Kari Leppänen (Finland), och Knut Westad (Norge)). I spåren av Svenska serier blev dock Claes Reimerthi och Hans Lindahl centrala för produktionen, och sedermera kom även Mats Jönsson, Lennart Moberg och Stefan Nagy att knytas till tidningen. Mot slutet av seklet vändes dock blickarna mot Sydeuropa och Sydamerika, i och med nytillskott som César Spadari, Carlos Cruz, Felmang och Joan Boix.
Under 1980- och 90-talen producerade Team Fantomens medlemmar, ofta i samarbete med internationella serieskapare, även flera äventyrsserier som biserier till tidningen - här märks serier som Leppänens Acchilles Wiggen, Det okända – myter och mysterier, Dödsspelet, Skatten i Rennes-Le-Château, och Xellana, Workers Tybalt (inledningsvis publicerad i Agent X9 med titeln Hunter) och Albatross, Ildahls Herman Storm, Boix' Väktaren – den gamle i fyrtornet, samt Spadaris serieversion av Jack Londons Varghunden. Därutöver skapades nya episoder av den brittiska Ödeshandsken av bland andra Reimerthi, Darell, och Nagy.

### De klassiska humortidningarna
Nils Egerbrandt drog sig tillbaka vid början av 1980-talet och efterträddes som huvudtecknare på 91:an av Olle Nilsson och, ett par år senare, Krister Petersson. På manussidan samarbetade framförallt Leif Bergendorff (tidningsredaktör för såväl 91:an och Åsa-Nisse vid 1980-talets början) och Bengt Sahlberg, medan Gunnar Persson huvudsakligen skrev och tecknade en dagsstrippversion av serien, kallad Ur Klackamo dagbok i serietidningen. Sedermera kom ytterligare ett flertal tecknare och författare att bli involverade i serietidningsversionen; bland de mest produktiva märks Bertil Wilhelmsson, Jan Roswall, Ola Nyberg, Claes Reimerthi, Jonas Darnell, Patrik Norrman, Tommy Strindholt, Peter Nilsson, Jonny Nordlund, Gert Lozell och Jan Gissberg.
Åsa-Nisse fortfor att tecknas av Gösta Gummesson, men Bergendorff tog successivt över som primär manusförfattare. Elmar Blomberg drog sig tillbaka som tecknare för Lilla Fridolf i början av 1990-talet, och efterträddes av Hans Lindahl, som huvudsakligen kom att arbeta med manusförfattarna Bergendorff och Reimerthi. När Lindahl 1994 beslutade att lämna serien, övergick den till att huvudsakligen bli en reprintserie. 
Även Svenska Mad drog nytta av den nya generationen serieskapare: framförallt kom David Liljemark, Johan Wanloo och Alf Woxnerud att bidra. Tidningen låg nere under åren 1994-1996, och gick slutligen i graven 2002.

### Bamsei nya händer
Rune Andréasson pensionerade sig 1990 och därmed kom även Bamse att övertas av en kreatörsstab. Också i detta fall bidrog namn som Johan Höjer, David Liljemark, Claes Reimerthi, och Johan Wanloo, men även Goliat-skaparen Kenneth Hamberg, och Andréassons efterträdare på redaktörsposten, Jan Magnusson, liksom tidigare relativt okända serieskapare som Michael Begovich, Tony Cronstam, Olof Siverbo, Ronny Åström, Sören Axén, Joakim Gunnarsson, Thomas Holm, Lise Jörgensen, Bernt Hanson och Lars Bällsten.

### Annan licensproduktion
I likhet med fallet Fantomen hade även de ansvariga för den svenska Helgonet-tidningen haft en licensproduktion sedan 1960-talet, och under åttio- och nittiotalen kom flera av Semics tidningsredaktioner att göra likaledes: Rosa pantern, Tom och Jerry, James Bond Agent 007 och Tarzan. I allt väsentligt var det dock internationella serieskapare som anlitades - det huvudsakliga undantaget var produktionen av Seriemagasinets huvudserie Kerry Drake, för vilken Claes Reimerthi skrev ett flertal avsnitt mellan 1986 och 1995.
Den mest långlivade av dessa licensproducerade serier blev dock Tom och Jerry, vilken fortfarande pågår, och bland dess mest utpräglade kreatörer märks den ännu (2013) aktiva spanjoren Oscar Martin. Martin var också huvudtecknare på det kortlivade svenska försöket att uppliva Hacke Hackspett i en egen tidning 2001-2002.
Den Danmarkbaserade, internationella, licensproduktionen av disneyserier, sedermera kallad Egmont Creative, hade också den etablerats på 1960-talet. Bland de svenskar som sedermera kom att ingå i deras stall märks framför allt Lars Magnar Enoksen, Per-Erik Hedman och Peter Härdfeldt, samt makarna Stefan och Unn Printz-Påhlson.

## Barnserier

### Serietidningarnas marginalisering
Bland serietidningar för yngre barn kom Bamse att tillsammans med disneyserierna att nästan helt dominera marknaden. De främsta konkurrenterna, Bobo, Goliat och Pellefant, samt den av Bobo avknoppade Gnutten & C:o/Gnuttarna blev alla nedlagda under åren 1989-1993. De nya försök som gjordes i genren bestod nästan uteslutande av utländska serier - som enda undantag stod Muminmagasinet/Mumin, utgiven 1993-2003, vars titelserie skrevs och tecknades av bland andra Noomi Hebert, Mary-Ann och Felicia Stålkrantz, Patric Nyström, Nicolas Križan, och Janos Zana, samt flera internationella kreatörer, däribland dansken Mårdøn Smet.

### Måns Gahrton & Johan Unenge
Radarparet Gahrton och Unenge kom under 1900-talets sista decennier att etablera sig som två av de mest produktiva och spridda författarna av barn- och ungdomslitteratur. Deras första tecknade serie, Agent Annorlunda, utkom i åtta album, från 1986 till 1992. Sitt genombrott fick de dock med relationsserien Eva & Adam, skapad för Kamratposten 1991, och sedermera utgiven i en serie om elva album 1993-2003. Eva & Adams popularitet ledde med tiden också till tretton kapitelböcker, en tv-serie, samt en långfilm.
Parallellt med Eva & Adam skrev och tecknade duon också en serieversion av Anders Jacobssons och Sören Olssons ungdomsböcker om den dagboksskrivande tjejtjusaren Bert Ljung. Serien Berts dagbok påbörjades i och med seriealbumet Charmör på danshumör från 1992, vilket kom att följas av ytterligare åtta album, serietidningen FF med Bert, utgiven 1993-2002, en dagsstrippserie, och ett flertal s.k. "dassböcker" med serier och roliga historier. 
Eva & Adam och Berts dagbok följdes upp av Livet enligt Rosa, publicerad Kamratposten under 2003-2008. Även denna serie blev både tv-serie, kapitelböcker, och en långfilm.
Vid sidan av serieskapandet har Gahrton och Unenge även skrivit såväl ytterligare böcker, som manus till SVT-julkalendrarna Ronny & Julia och Hotell Gyllene Knorren. 2009 publicerade Unenges serieroman Mitt extra liv.

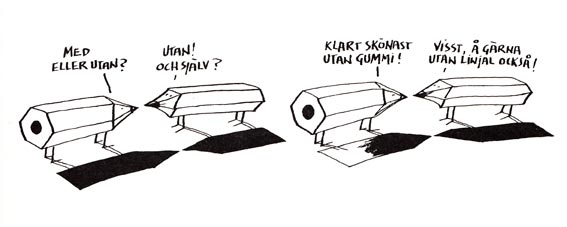
Ulf Frödin var en av många svenska serieskapare som under 1980-talet gjorde strippserier för svenska dagstidningar. Här är en serie som trycktes i Aftonbladet.

## Dagspresserier

### DN-serien
1985 utökade Dagens Nyheter, på initiativ av tidningens serieredaktör Nisse Larsson, sin seriesida med avdelningen DN-serien. Syftet var att, jämte tidningens reguljära serieutbud som huvudsakligen bestod av importerade serier, presentera gästserier från svenska serieskapare, såväl etablerade som relativt okända. Projektet kom att pågå till hösten 1991, då det lades i malpåse för att därefter återkomma sporadiskt under rubriken Gästserien.
Bland de omkring 60 kreatörer som medverkade med alster till DN-serien märktes många av de serieskapare som etablerats i och med i Galago, Fria Serier, Svenska Serier, Fnitter-volymerna, och Horst Schröders utgivning, men också äldre serieskapare som Olle Snismarck och Lasse Sandberg, liksom etablerade skämttecknare som Lasse Lindqvist och Hans V. Nilsson (”Håven”).
Två serier återkom som fast inslag på DN:s seriesida efter sin sejour som gästserier: Jan Romares Pyton (skapad 1987) och Cecilia Torudds Ensamma mamman (skapad 1985). Ingen av de två var oprövade som serieskapare - Romare hade under åren 1953-1962 gjort strippserierna Ur Igelkotten Huberts dagbok för Flickjournalen, Gorillan Gusten för Folket i Bild och Ugglan Urban för Se. Därefter hade han dock lämnat serieskapandet. Torudd hade sedan 1970-talet tecknat illustrationer och serier för Kamratposten – huvudsakligen Karl-Puttes äventyr och Familjeliv. Pyton och Ensamma mamman kom dock att betyda genombrottet för respektive tecknare. Romare har sedermera skapat ett flertal serier för DN, däribland Himlens änglar, Råttan Robert och Slim Smart, medan Torudd huvudsakligen har hållit sig till Ensamma mamman och Kamratposten.
Bland medverkande på DN-serien kan också nämnas Inger Edelfeldt (Hondjuret), Robert Nyberg (seriealbumen Yngvar & Co (1988) och Lädervargen (1990)), och Emma Hamberg (Singel i stan).
Två antologialbum med som samlade utvalda serier från DN-serien publicerades: DN-serien (1986) och Svenska strippar (1988).

### HälgeochBerglins, med flera
Bland övriga dagspresserier från det sena 1900-talet utmärker sig framför allt två: Jan och Maria Berglins samtidskommenterande Berglins och forne Bobo-tecknaren Lars Mortimers fundersamme älg Hälge. 
Berglins skapades för Uppsala studentkårs Ergo 1985 och har sedermera rönt framgångar i såväl Svenska Dagbladet (sedan 1995), som ytterligare nyhetstidningar, och ett flertal album. 
Hälge ursprungspublicerades i Svensk Jakt sommaren 1991, varefter den fick premiär i Åsa-Nisse samma höst, och utkom med det första julalbumet 1992. Sedermera har den kommit att publiceras i ett flertal dagstidningar och albumutgåvor, och det har även producerats ett Hälge-datorspel och ett brädspel, Jaktfeber.
Ytterligare långlivade dagspresserier från perioden inkluderar Tony Manieris Ståkkålms-Ringo, publicerad i Kvällsposten 1985-1999, Pétur Bjarnasons Regina, publicerad i Stockholms-Tidningen och Dagens Nyheter under större delen av 1980-talet, Åke Spross Ormen Arne, som gick i Upsala Nya Tidning 1989-2002, och Bernt Lundhs Magister Jansson, vilken skapades i början av 1980-talet och alltjämt (2013) distribueras av Bulls Press.

## Serietidningshumor
Utöver de etablerade serietidningarna gjordes under 1990-talet en handfull försök att ge ut nya, svenskproducerade, humortidningar.
1991 inleddes utgivningen av Kurt Olssons tidning, vilken publicerades med fem nummer och ett julalbum innan nedläggningen 1992. Serierna, baserade på Lasse Brandebys fiktiva figur Kurt Olsson, skrevs av bland andra David Nessle och Bengt Sahlberg, och tecknades av danska serieskapare som Peter Snejbjerg och Henrik Rehr.
Tidningen Bacon & Ägg publicerades 1995-1998 och fylldes huvudsakligen av serier av Patrik Norman och Jonas Darnell, om stundom med manusmedverkan av Henrik Brandendorff. Därutöver så publicerades också Mårdøn Smets Hieronymus Borsch.
Mest framgångsrik blev dock de båda systertidningarna Pyton (1990-1998) och Mega-Pyton (1992-2000). Förlagan var en norsk serietidning, men jämte flera serier från Norge och andra länder medverkade också välkända svenska kreatörer som Johan Andreasson, Mikael Grahn, Mats Källblad, David Liljemark, Joakim Lindengren, och Alf Woxnerud, liksom en handfull av de serieskapare som skulle bli etablerade under 2000-talet

## Mot ett nytt årtusende
1991 utkom antologialbumet Ulv i fårakläder som första album från det nystartade Optimal Press. Albumet samlade serier från sjutton unga serieskapare, varav de flesta ditintills enbart hade publicerats i seriefanzin. Två av dem, David Liljemark och Johan Wanloo, skulle sedermera etablera sig bland humorserieeliten, och två andra, Nicolas Križan och Olof Siverbo, kom att fokusera på barnseriegenren. Flertalet av de övriga skulle komma att fortsätta med fanzinproduktion, men tre stycken skulle komma att bryta ny mark.
Duon Mikael Tomasic (teckning) och Pidde Andersson (manus) medverkade liksom Wanloo och Liljemark i Svenska Serier men utkom också med albumen In Memoriam (1992) och Giallo (1994), Sveriges två första skräckseriealbum. Därefter har Tomasic i samarbete med Hans Sidén och Per-Erik Winberg skapat humorseriealbumet Cyberspace surfin’. Pidde Andersson har å sin sida kommit att skriva dels manus till etablerade serier som 91:an, Bamse, Svenska Mad och Åsa-Nisse, men också avsnitt av den brittiska actionserien Axa, med teckningar av spanjoren Enric Badia Romero, och den egna science fiction-serien J.T. Freud – Pirate Investigator (1992-1995), tecknad av Jens Jonsson och Magnus "Mojo" Olsson, en av få inhemska serier att publiceras i actionserietidningen Magnum Comics.
Mest inflytelserik av serieskaparna bakom Ulv i fårakläder kom dock Daniel Ahlgren att bli. 1993 utkom hans självbiografiska Döda farbrorn vilken sedermera följts av en stor mängd album, däribland För fin för denna världen (2000), Böggänget (2002), den tredelade SH 3 (2007-2012) och Ensamhetens fort (2011). Tillsammans med den svenske pionjären inom vardagsrealism i serieform, Gunnar Krantz (som anslöt sig till Optimal 1995), kom Ahlgren att bli föregångaren för genren, som under 2000-talet skulle bli något av Optimal Press signum.
Även Per Demervall – som dock inte hör till Optimals stab – tillhör de serieskapare som under 1900-talets slutskede kom att förebåda en ny, mer litterär, typ av serier. Vid sidan av att skriva och teckna traditionella serier som albumserien Gyllene Rosens äventyr (skapad 1984) och serieversionen av komedifilmerna om Jönssonligan (skapad 1993) tecknade han först en ambitiös serietolkning av August Strindbergs Röda rummet, vilken gavs ut i två delar 1986-1988, och ett par decennier senare, 2005, utkom serieromanen Det var inte så länge sen… vilken blandar prosatext med seriesidor och behandlar författarens uppväxt i sextiotalets Stockholm.